# Вовче лико запашне
Вовче лико запашне, во́вчі я́годи паху́чі, (Daphne cneorum L.) — вид рослин родини тимелеєвих (Thymelaceae).

## Ботанічні характеристики
Кущ 10–30 см заввишки, з родини тимелейових з багаторічними листками на пагонах.
Квіти темно-рожеві, з біло-запушеними короткими квітконіжками. Лопаті оцвітини і приквітки притиснуто-запушені. Листки шкірясті, багаторічні, лопатоподібні (8–16 мм завдовжки). Плід — жовто-бура шкіряста кістянка. Росте в соснових лісах, на крейдяних або мергелистих схилах у Лісостепу. Світлолюбна рослина. Цвіте у травні — червні.

## Поширення
Росте в соснових лісах, на схилах з близьким заляганням крейди. Зрідка трапляється на правобережному Поліссі, північному Поділлі та в Лісостепу.

## Естетичні характеристики
Реліктова рослина третинного періоду. Має запашні квіти. Завдяки цьому в країнах Європи, де він зростає у горах, дістав назву «альпійській бузок».
Рослина заслуговує широкого використання в культурі, бо має дуже високі декоративні якості.

## Охорона
Вид включений до Червоної книги України. Винищується для продажу в букетах та при вирубуванні лісів з подальшою посадкою сосни, яка витісняє іншу рослинність. Потребує ретельної охорони. Вовче лико запашне охороняється на Черкащині в ботанічних заказниках — Русько-Полянському, Гайдарове та Михайлівському.

## Близький вид
Вовче лико звичайне (Daphne mezereum L.)